# Lärmampel

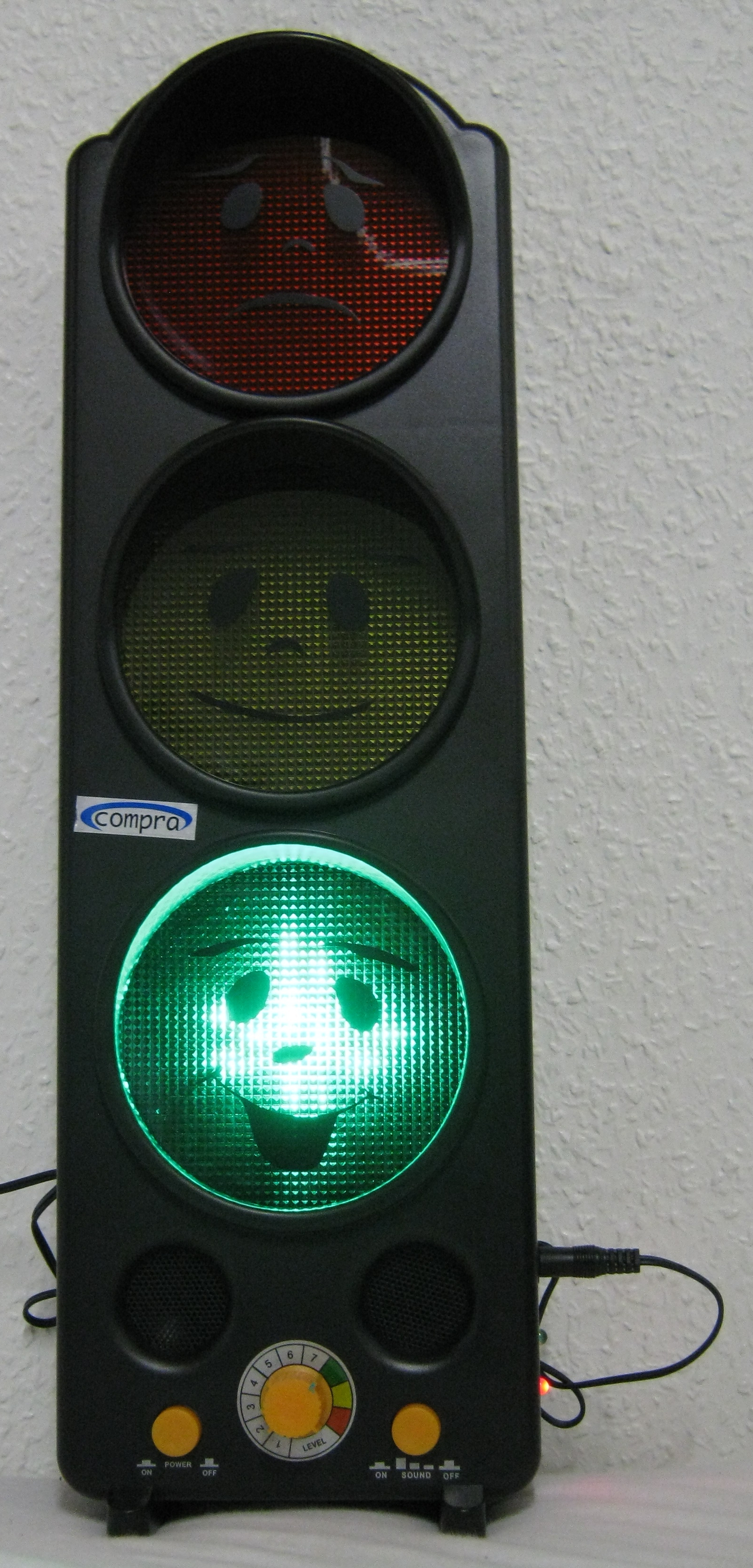
Eine Lärmampel

Eine Lärmampel ist ein Instrument zum Senken des durch Personen verursachten Schallpegels in einem geschlossenen Raum. Durch eine optische Anzeige, teilweise auch ein hörbares Signal, soll sie anwesenden Personen anzeigen, dass sie sich zu laut verhalten.

## Funktionsweise
Eine Lärmampel sieht einer Verkehrsampel ähnlich. Die Ampel hat drei farbige Leuchten in Rot, Gelb und Grün.
Im Inneren der Ampel ist ein Mikrofon eingebaut. Wird ein zuvor eingestellter Lärmpegel erreicht, schaltet die Ampel von Grün auf Gelb, wird ein noch höherer Pegel erreicht, schaltet sie auf Rot. Manche Lärmampeln geben beim Erreichen der roten Warnstufe zusätzlich ein akustisches Signal ab.
An einer Lärmampel kann eingestellt werden, bei welchen Dezibelwerten sie Alarm schlagen soll. So kann die Lärmampel für Stillarbeit, Gruppenarbeit oder Pausen individuell eingesetzt werden.

## Einsatzbereich
Lärmampeln werden gerne in Bibliotheken, Kindertagesstätten, Lagezentren oder Schulen eingesetzt, um den allgemeinen Lärmpegel zu senken.
Aber: Kein Apparat ersetzt die Pädagogik. Immer muss man mit den Kindern Verhaltensvereinbarungen treffen und Verstöße konsequent sanktionieren. Beim Einsatz ist zu beachten, dass der Raum nicht größer als 100 m² sein sollte – darüber hinaus sinkt die Wirkung. Ein Gerät kann auch mit Akkus betrieben werden; das ist nicht unwichtig, weil die Netzkabel nur ca. 1,60 m lang sind und in KITAs oder Schulen nicht verlängert werden dürfen. Wichtig ist auch ein Signalton bei Rot, weil nicht alle Kinder das Gerät sehen können. Die Preisunterschiede bei den im Handel erhältlichen Geräten sind erheblich.

## Bewertung

### Vorteile
Lärmampeln haben gegenüber Ermahnungen von einer Aufsichtsperson oder einem Lehrer den Vorteil, dass sie von den Lärm verursachenden Personen als neutralen Wächter einer geltenden Regel wahrgenommen werden. Es entstehen weniger Aggressionen gegen die eigentliche Aufsichtsperson. Des Weiteren ist die Lärmampel immer objektiv, es wird immer bei dem gleichen Lärmpegel zur Ruhe gemahnt. Lärmampeln reagieren unmittelbar auf Lärm und melden dies sofort zurück.
Die Technische Universität Dresden, Institut und Poliklinik für Sozialmedizin hat mit „Leiser lernen“ im Rahmen einer wissenschaftlichen Untersuchung 2005 bis 2007 einen Handlungsleitfaden zur Lärmreduktion in Grundschulklassen unter Einsatz der Lärmampel vorgelegt.

### Nachteile
Ein Problem der Lärmampel ist, dass sie Personen dazu animieren kann, absichtlich den Alarm auszulösen oder sich absichtlich zu laut zu benehmen. Dies ist besonders dann ein Problem, wenn die Aufsichtsperson keine androhbaren Konsequenzen bei Fehlverhalten zur Verfügung hat.